# 明照洞瑞云庵
明照洞瑞云庵，位于北京市海淀区苏家坨镇车耳营村西，是一座汉传佛教寺院。

## 简介
瑞云庵原为金章宗黄普院（西山八大水院中的圣水院）旧址，后来荒废。明朝弘治十四年（1501年）建为瑞云庵，山门有“明照洞瑞云庵”石额，落款为“大明弘治十四年八月立”。
瑞云庵坐北朝南，背靠高山，傍临峡谷。山门右侧有一块巨石，高约20米，石顶上有一座高约2米的六角七层密檐式砖塔。瑞云庵内的石碑中称该巨石为“金刚石”，所以此塔及巨石合称为“金刚石塔”，俗称金刚塔。
1999年，“明照洞瑞云庵”被海淀区人民政府公布为海淀区重点文物保护单位。